# پوند گینه نو
پوند گینه نو (انگلیسی: New Guinean pound) یکای پول قلمرو گینه نو استرالیا بین سال‌های ۱۹۱۵ تا ۱۹۶۶ بود و زمانی که استرالیا مستعمره گینه نو آلمان را در پایان جنگ جهانی اول اشغال کرد، جایگزین مارک گینه نو شد. پوند گینه نو به ۲۰ شیلینگ هر کدام ۱۲ پنی تقسیم شد و برابر با پوند استرالیا بود.
هیچ اسکناسی برای این یکای پول منتشر نشد. همهٔ پول‌های بزرگ‌تر از یک شیلینگ، پوند استرالیا بود. پول‌های پوند استرالیا در کنار سکه‌هایی که به‌طور خاص برای گینه نو بین سال‌های ۱۹۲۹ تا ۱۹۴۵ منتشر می‌شد، در گردش بودند. تولید سکه‌های گینه نو در سال ۱۹۴۵ متوقف شد.